# Rhodoarrhenia nobilis
Rhodoarrhenia nobilis är en svampart som beskrevs av Singer 1964. Rhodoarrhenia nobilis ingår i släktet Rhodoarrhenia och familjen Bolbitiaceae.   Inga underarter finns listade i Catalogue of Life.